# شون سوليفان (ملاكم)
شون سوليفان (بالإنجليزية: Sean Sullivan)‏ مواليد 28 ديسمبر 1968 في نيوزيلندا، هو ملاكم محترف نيوزلندي سابق صنّف ضمن فئة الوزن الثقيل.

## إحصائيات
خاض خلال مسيرته 74 نزالا، فاز في 51 ولم يتعادل وخسر في 22. فاز بالضربة القاضية في 22 نزالا.

## روابط خارجية
- شون سوليفان على موقع بوكس ريك (الإنجليزية) (registration required)